# Jean Raine
Jean Raine, pseudònim de Jean-Philippe Robert Geenen (Schaerbeek, 1927 - Rochetaillée-sur-Saône, 1986), és un escriptor, poeta, cineasta, escultor i pintor belga. Va començar escrivint poesia i fent cinema, i aviat va mostrar interés pel surrealisme i la pintura, incloent la pintura d'acció. És membre destacat del moviment CoBrA.
La seva obra es troba a nombrosos museus i col·leccions privades, incloent el Museu de Belles Arts de Lió.